# Piano à Castelnaudary
L’association Piano à Castelnaudary  a été créée officiellement le 22 mai 2014 à l’initiative d’Alain Monod et de Pierre Réach.
L’ambition de Piano à Castelnaudary est de créer un événement musical de qualité autour du piano, avec des artistes de très haut niveau. Il s’agit de s’assurer le concours de grands talents, grâce aux relations amicales de Pierre Réach avec ces pianistes de premier rang, accueillis par Alain Monod et un groupe de chauriens passionnés de piano, auxquels se sont associées les écoles intercommunales de musique du Lauragais. Les collectivités territoriales accordent à l’entreprise un soutien croissant.

## Les initiateurs du festival

### Alain Monod
Alain Monod, originaire de Castelnaudary, maire de Villeneuve-la-Comptal de 2001 à 2008, commune limitrophe, est resté très attaché au Lauragais. Avocat au Conseil d’État et à la Cour de cassation de 1984 à 2019, il est aujourd’hui avocat au Barreau de Paris. 
Ses liens anciens d’amitié avec Pierre Réach l’ont amené à susciter cette initiative, avec l’appui d’un groupe d’amis mélomanes du Lauragais.

### Pierre Réach
Pierre Réach, pianiste internationalement reconnu, fondateur du festival de piano Piano Pic à Bagnères-de-Bigorre, et du Music festival de Vila-seca, près de Barcelone, enseigne aussi a l'École supérieure de musique de Catalogne à Barcelone, ainsi qu’au Conservatoire supérieur de Shangaï, qui vient de le désigner comme l’un des 32 meilleurs pianistes au monde pour interpréter les  sonates de  Beethoven. Il est aussi considéré comme l’un des meilleurs interprètes des Variations Goldberg de  Bach.

## Histoire du festival

### La première édition[4]
La première édition a été organisée les 24 et 25 octobre 2014. Pierre Réach y a interprété les Variations Goldberg de  Bach. Deux jeunes lauréates lituanienne et japonaise ont également participé à cette manifestation. Cette première édition a d’emblée été saluée par les participants, les élus locaux et la presse comme une initiative originale et exceptionnelle[réf. nécessaire].

### La deuxième édition[5]
La deuxième édition, organisée le 4 juillet 2015, a fixé le rythme de cet événement, désormais arrêté au premier week-end de juillet. Elle était honorée par la présidence effective de Michel Drucker, ami d’Alain Monod, qui a souhaité apporter l’appui de sa notoriété à ce festival. Outre deux jeunes pianistes lauréates, chinoise et japonaise, Pierre Réach et Joan Martín-Royo ont interprété le  Voyage d’hiver de Schubert.

### La troisième édition[6]
La troisième édition, sous la présidence d’honneur de Michel Drucker, s’est déroulée le 2 juillet 2016, avec une master-class le samedi matin, dirigée par Pierre Réach, la prestation de deux jeunes lauréats français, aux côtés de Pierre Réach, l’après-midi, et, le soir, un magnifique récital Chopin par Jean-Marc Luisada.

### La quatrième édition[7]
La quatrième édition a eu lieu pour la 1ère fois sur 2 jours, les 30 juin et 1er juillet 2017, à nouveau en présence de son président d’honneur, Michel Drucker, venu au concert du samedi soir.
Le concert d’ouverture a eu lieu le jeudi soir à Mireval-Lauragais, commune proche de Castelnaudary, avec le violoncelliste Félix Simonian, accompagné au piano par Pierre Réach.
La manifestation s’est poursuivie le 1er juillet à Castelnaudary avec la désormais traditionnelle master-class le samedi matin, dirigée par Pierre Réach, laquelle est devenue le rendez-vous incontournable des jeunes pianistes de l’ouest Lauragais. Le concert de l’après-midi a accueilli deux jeunes lauréates japonaises et espagnole ainsi que le pianiste  François-Michel Rignol, spécialiste éclairé du compositeur Déodat de Séverac.
Enfin, cet événement a atteint un moment d’exception, le samedi soir, lors du récital d’Anne Queffélec, artiste de renommée internationale.

### La cinquième édition[9]
La cinquième édition s’est tenue les 29 et 30 juin 2018. Un premier concert a été organisé le vendredi 29 juin 2018, avec la très grande artiste lyrique mezzo-soprano Sophie Koch, accompagnée au piano par Pierre Réach. Cette manifestation s’est poursuivie le lendemain samedi 30 au théâtre des 3 Ponts, selon le schéma évoqué précédemment, à savoir :
- une master-class le matin dirigée par Pierre Réach, à l’attention des élèves des écoles de musique de l’Ouest Lauragais ;
- un récital l’après-midi donné par un lauréat japonais, Yasuda Masaaki, sélectionné par Pierre Réach ;
- un concert à 21 heures du prestigieux altiste Gérard Caussé, né à Toulouse, accompagné par Pierre Réach au piano.

### La sixième édition[10]
La sixième édition a été organisée, compte tenu du succès des précédentes, sur trois jours les 4, 5, et 6 juillet 2019.
- Un premier récital a été organisé jeudi 4 à 21h dans l’église de Villeneuve-la-Comptal, commune voisine de Castelnaudary, avec la violoniste Elizabeth Balmas, et Pierre Réach au piano. Un accueil particulier a été réservé aux enfants de l’école.

- Vendredi 5 après-midi, à la Halle aux Grains de Castelnaudary, Didier Laclau-Barère, professeur de chant bien connu, a proposé, à 15h, de partir à la découverte de la voix et de l’opéra avec de jeunes  chanteurs lyriques. Et à 21h, les plus beaux airs et duos de l’opéra français ont été interprétés par de jeunes soprano, mezzo-soprano, ténor et baryton.

- Samedi 6, après les rencontres musicales le matin de Pierre Réach, avec de jeunes pianistes des écoles et conservatoires de l’Ouest audois, un spectacle musical a été donné par  Tatiana et Barbara Probst-Casadesus et Aeyoug Byun dans l’après- midi.

Et samedi soir, le célèbre pianiste Bruno Rigutto, accompagné de poèmes lus par Jean-Yves Clément, a offert à l’auditoire l’intégrale des Nocturnes de Chopin.

### La septième édition juillet 2021
Cette septième édition avait été prévue pour début juillet 2020, lors de l'assemblée générale de l'association du 7 mars 2020, mais la pandémie du Covid a évidemment obligé les organisateurs à annuler cette édition, pourtant déjà parfaitement organisée; le projet de report à la mi-octobre n’a pu avoir de suite pour les mêmes raisons. L’association a organisé cette édition les 1er, 2 et 3 juillet 2021, à Villeneuve la Comptal et Castelnaudary. Olivier Bellamy a honoré de son amicale présence cette manifestation.
Les 6 premières éditions ont pu avoir lieu grâce au soutien financier des collectivités publiques, les communes de Villeneuve la Comptal et davantage encore Castelnaudary, ainsi que la  Communauté de communes du Lauraguais, qui toutes ont renouvelé leur accord en 2020, ainsi qu’à du mécénat privé local qui complète ce soutien. Et en 2020, tant le Conseil départemental de l’Aude, que la Région Occitanie ont décidé, compte tenu de l’audience croissante de cette manifestation, d’apporter eux aussi leurs concours financiers. Tous ces soutiens ont été reconduits en 2021. 

### La huitième édition juin/juillet 2022
L'édition 2022 aura lieu le jeudi 30 juin, vendredi 1er et samedi 2 juillet 2022 à l'église de Villeneuve-la-Comptal et à la Halle aux Grains de Castelnaudary. Les artistes invités sont: Giuseppe Paci, clarinette, Pierre Réach, piano, Matthieu Cognet, pianiste, Yanis Benabdallah, ténor et Marouan Benabdallah, piano.

## Sources et presse
1. ↑  « Piano à Castelnaudary », sur piano-castelnaudary (consulté le 28 mai 2022)
2. ↑  « Alain Monod », sur Babelio (consulté le 25 novembre 2020)
3. ↑  « Pierre Réach », sur PierreREACH (consulté le 26 novembre 2020)
4. ↑  Gladys Kichkoff, « Castelnaudary. Un festival de piano haut de gamme », sur ladepeche.fr, 24 septembre 2014
5. ↑  Gladys Kichkoff, « Castelnaudary. Concerts d'exception pour un festival », sur ladepeche.fr, 30 juin 2015
6. ↑  ladepeche, « Castelnaudary. Deux prestigieux concerts de piano aux Trois-Ponts », sur ladepeche.fr, 27 juin 2016
7. ↑  Gladys Kichkoff, « Piano : Castelnaudary accueille Anne Queffélec », sur ladepeche.fr, 30 juin 2017
8. ↑  Gladys Kichkoff, « Castelnaudary. Anne Queffelec invitée de prestige du Festival de piano », sur ladepeche.fr, 1er juillet 2017
9. ↑  L.F, « Castelnaudary. Une étoile au festival de piano », sur ladepeche.fr, 26 juin 2018
10. ↑  laDépêche.fr, « Piano à Casteldaunary », sur ladepeche.fr, 3 juillet 2019 (consulté le 20 novembre 2020)
11. ↑  Gladys Kichkoff, « Le 6e festival de Piano de Castelnaudary débute aujourd’hui », sur lindependant.fr, 3 juillet 2019
12. ↑  Ladepeche, « Piano à Castelnaudary: un beau programme en juillet pour la 7e édition », sur ladepeche.fr, 15 mars 2020